# Кокс, Луиза

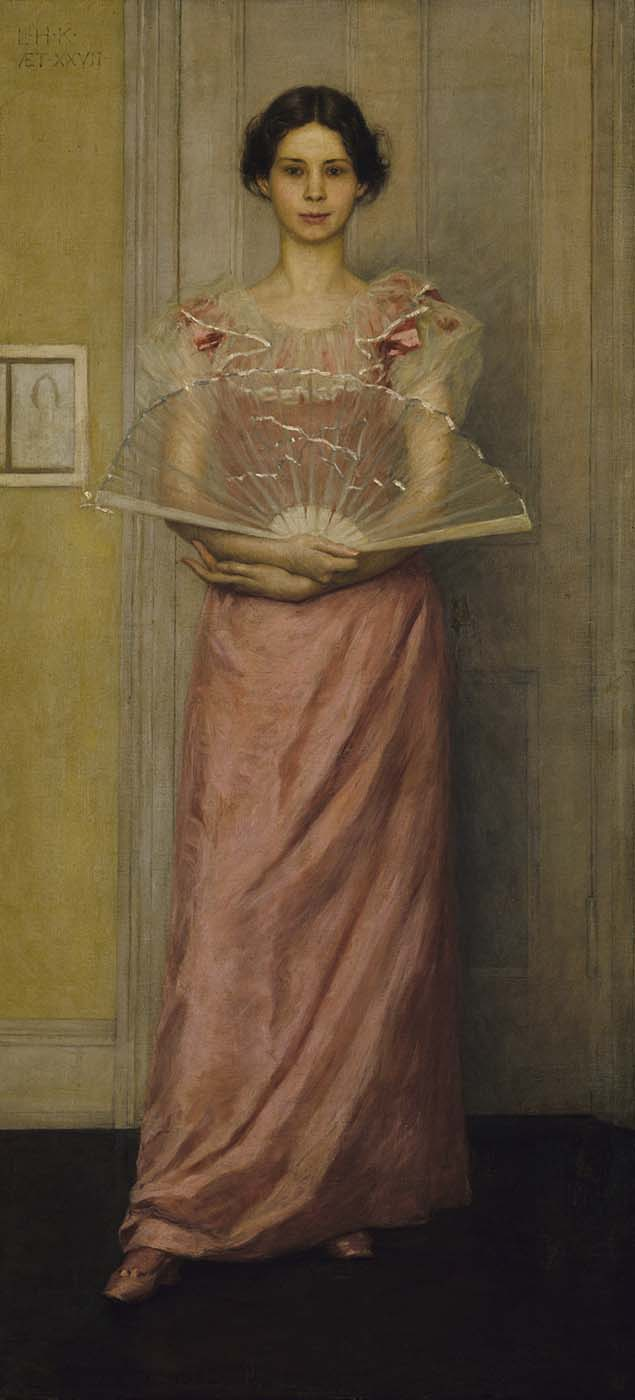
Портрет Луизы работы её мужа, 1892 год

Луиза Кокс (англ. Louise Howland King Cox; 1865—1945) — американская художница-портретистка.

## Биография
Родилась 23 июня 1865 года в Сан-Франциско, штат Калифорния, в семье Джеймса Кинга (англ. James King) и Анны Стотт (англ. Anna Stott). В 1870 году семья, в которой были ещё две дочери (Coursen и Mary), переехала в Нью-Йорк. В 1872 году Анна Скотт подала на развод, ссылаясь на жестокое отношение к ней мужа. В ноябре этого же года Джеймс Кинг был осужден за убийство.
В 1880 году Луиза со своей старшей сестрой Coursen и младшей Mary пошли учиться в школу Lucy McGuire в городе Dover, штат Нью-Джерси. Затем она стала учиться в местной художественной школе, жила с мамой и её сестрой Полиной. С финансовой помощью тети она обучалась в Национальной академии дизайна в Нью-Йорке. Через два года оставила её и была зачислена в Лигу студентов-художников Нью-Йорка, где училась у Томаса Дьюинга. В Лиге студентов-художников Луиза Кокс встретила преподавателя Кеньона Кокса, который впоследствии стал её мужем.
С 1910 года большой семьёй, включая её мать, Луиза жила в Нью-Йорке на East 67th Street. После смерти мужа она путешествовала по миру, была в Италии и на Гавайях. С 1940 года безвыездно жила в Нью-Йорке. Умерла 11 декабря 1945 года в городе Уиндем, штат Коннектикут. Была кремирована и прах развеян.
На протяжении своей деятельности Луиза Кокс завоевала много призов, в частности, бронзовую медаль на Парижской выставке 1900 года и серебряную медаль на Панамериканской выставке в Буффало.

### Семья
Муж — Кеньон Кокс, также художник, бывший учитель Луизы. Они познакомились 30 июня 1892 года в Белмонте, штат Массачусетс, в доме её тети — Б. М. Джонс (англ. B. M. Jones). В январе 1892 года они обручились, в апреле 1893 года у Луизы случился выкидыш, и супруги отплыли в Европу на корабле SS Maasdam с целью отдыха. Затем у них родилось трое детей — сыновья Леонард (род. 1894) и Эллин (род. 1896), а также дочь Кэролайн (род. 1898).

## Труды

Некоторые работы
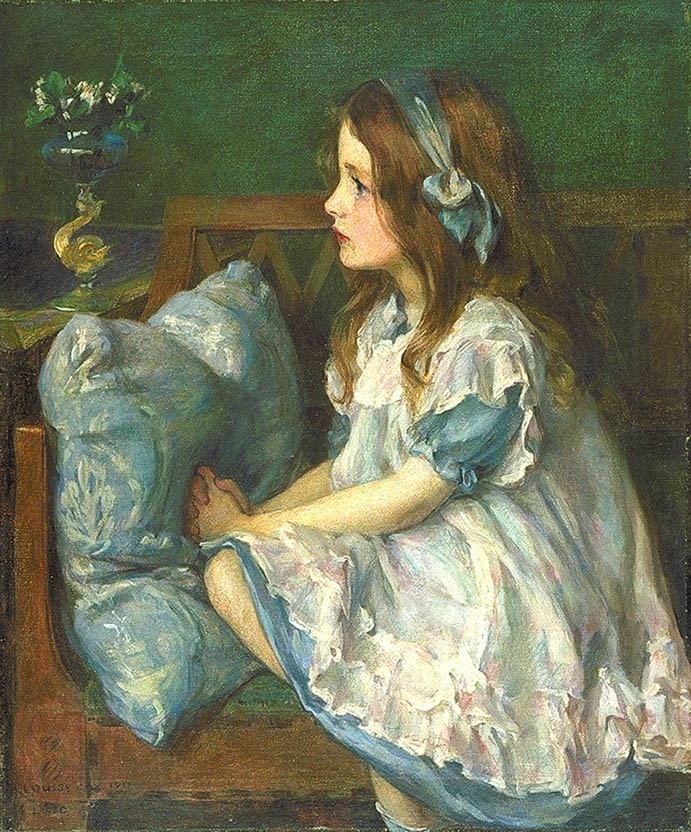
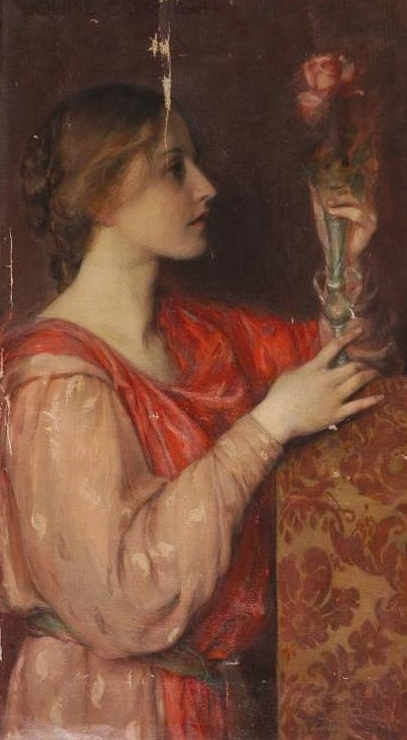
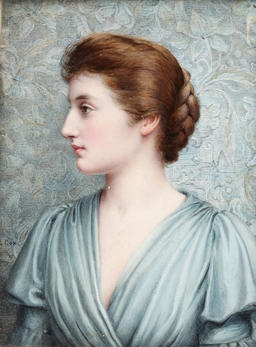